# Merodon manicata
Merodon manicata är en tvåvingeart som först beskrevs av Sack 1938.  Merodon manicata ingår i släktet narcissblomflugor, och familjen blomflugor. Inga underarter finns listade i Catalogue of Life.